# Peop
Der Peop ist ein osttimoresischer Berg im Verwaltungsamt Bobonaro (Gemeinde Bobonaro). Er befindet sich im Osten der Aldeia Mologuen (Suco Oeleo), nahe dem Ort Mologuen. Der Peop hat eine Höhe von 1037 m. Seine Kuppel ragt prominent aus seiner Umgebung heraus. Seine Schartenhöhe beträgt 43 Meter.